# Tarcisio Bertone
Tarcisio Pietro Evasio Bertone S.D.B (Romano Canavese, 1934. december 2. –) olasz katolikus érsek, bíboros, 2006 és 2013 között pápai államtitkár.

## Élete
Tarcisio Bertone 1934-ben született az észak-olaszországi Romano Canavesében, egy nyolcgyermekes család ötödik gyermekeként. 1950-ben belépett a szalézi rendbe, majd a torinói szerzetesi főiskolán, később pedig a római szalézi egyetemen tanult, 1960-ban szentelték pappá. 1976 és 1991 között a római szalézi egyetemen tanított egyházjogot, 1978-tól pedig a Pápai Lateráni Egyetem tanára is volt, emellett több római plébánián végzett lelkipásztori szolgálatot. 1989-ben a szalézi egyetem rektora lett, majd 1991-ben II. János Pál pápa Vercelli érsekévé, 1995-ben pedig a Hittani Kongregáció titkárává nevezte ki, melynek prefektusa Joseph Ratzinger bíboros volt.
A pápa 2002-ben a Genovai főegyházmegye érsekévé nevezte ki, majd 2003-ban bíborossá kreálta. 2006-ban XVI. Benedek pápa pápai államtitkárrá nevezte ki, emellett 2007-től 2014-ig camerlengoként, 2008-tól pedig Frascati bíboros-püspökeként is szolgált. XVI. Benedek pápa 2013. február 28-i lemondása és Ferenc pápa 2013. március 13-i megválasztása közötti időszakban ideiglenesen a Szentszék ügyvivőjeként és Vatikán megbízott államfőjeként tevékenykedett. A 2013-as pápaválasztás idején esélyes jelöltnek tartották.
Bertone bíboros számos lelkiségi, morális teológiai és jogi témájú könyv, illetve ismeretterjesztő cikk és tanulmány szerzője. Anyanyelvén, az olaszon kívül folyékonyan beszél francia, spanyol, német és portugál nyelven, emellett tud angolul, lengyelül, latinul, görögül és héberül is.

## Fordítás
Ez a szócikk részben vagy egészben  a   Tarcisio Bertone című angol Wikipédia-szócikk ezen változatának fordításán alapul.  Az eredeti cikk szerkesztőit annak laptörténete sorolja fel. Ez a jelzés csupán a megfogalmazás eredetét és a szerzői jogokat jelzi, nem szolgál a cikkben szereplő információk forrásmegjelöléseként.